# Ґодзюон
Ґодзюон (яп. 五十音, ごじゅうおん, «п'ятдесят звуків») — система упорядкування літер японських силабічних абеток хіраґана і катакана, усталена в сучасній японській мові. Має вигляд таблиці. Горизонтальними координатами виступають рядки 5 голосних, а вертикальними — приголосних.

## Короткі відомості
Ґодзюон був винайдений у 1093 році буддистським ченцем Мьокаку. Винахід слугував засобом для записування звука певного ієрогліфа через позначення цього звука двома іншими ієрогліфічними знаками. Згодом він став використовуватися для знаків абетки кана. Вдала систематизація голосних та приголосних в ґодзюоні довела свою ефективність і зараз використовується для вивчення японської мови.
У XVII—XIX століттях ґодзюон називали також «ґодзюон-дзу» (五十音図, «схема 50 звуків»), «ґоїн» (五音, «5 звуків»), ондзу (音図, «схема звуків»).
Ґодзюон записується у вигляді таблиці. Вона представляє 50 чистих звуків: 5 голосних (あ、い、う、え、お) та 10 голосних за стовпчиками （あ行、か行、さ行、た行、な行、は行、ま行、や行、ら行、わ行）. Усі вони використовувалися у старояпонській мові; у сучасній мові вживаються лише 47, без звуків рядків /i/ (い) та /e/ (え) стовпчика /ja/ (や) та звуків рядків /i/ (い), /u/ (う), /e/ (え) та /о/ (を) стовпчика /wa/. Окреме місце в таблиці ґодзюону займає 51 знак /N/ (ん). Дзвінкі звуки, напівдзвінкі звуки, подовження, подвоєння та йоони до ґодзюону не входять.

## Таблиця
- Таблиця читається справа наліво, зверху вниз за японською традицією.
- В таблиці подані знаки катакани і хіраґани.
- Вимови японською позначені через МФА.
- Латинізація знаків кани подана за системою Хепберна.
- Кирилізація знаків кани подана за системою Поліванова.

## Порядок ґодзюону
Порядок знаків кани, що починається з /а/ (あ), /і/ (い), /u/ (う), /е/ (え), /о/ (お) і закінчується /e/ (ゑ) та /o/ (を), тобто слідує за таблицею ґодзюону справа наліво і зверху вниз, називається «порядком ґодзюону» (五十音順) або «порядком а-і-у-е-о» (あいうえお順):
- あ　•　い　•　う　•　え　•　お　•　か　•　き　•　け　•　こ　•　さ　•　し　•　す　•　せ　•　そ　•　た　•　ち　•　つ　•　て　•　と　•　な　•　に　•　ぬ　•　ね　•　の　•　は　•　ひ　•　ふ　•　へ　•　ほ　•　ま　•　み　•　む　•　め　•　も　•　や　•　ゆ　•　よ　•　わ　•　ゐ　•　ゑ　•　を　•　ん

Він використовується як абетковий порядок при укладанні словників, пошукових індексів, списків імен, товарів тощо. Вперше порядок ґодзюону було вжито в «Енциклопедії японської лексики» Таґуті Укіті 1884 року.
Згідно з правилами порядку ґодзюону, дзвінкі та напівдзвінкі звуки розглядаються як різновид чистих, тому у словниках чи пошуковиках часто дотримуються порядку «чистий звук → дзвінкий звук → напівдзвінкий звук». Наприклад:
- /ha/ は → /ba/ ば → /pa/ ぱ → /haa/ はあ → /baa/ ばあ → /paa/ ぱあ → /hi/ ひ

Довгота голосного звуку вважається різновидом цього голосного, тому записується у порядку «голосний → подовжений голосний»:
- /aku/ あく → /aaku/ ああく → /aRku/ あーく → /aake/ ああけ

У йотованих йоонах великі літери ряду /j/ передують малим:
- /kija/きや → /kia/ きゃ → /kijaku/ きやく → /kiaku/ きゃく → /kiju/ きゆ
- /v/ (ヴ) розглядається як дзвінкий звук чистого /u/ (う).

Інколи знаки в порядку ґодзюону використовуються як замінники чисел або номери нижчого від числового порядку. Наприклад:
- あ як 1, い як 2, う як 3, え як 4, お як 5 і так далі.